# Patrick Leahy (Politiker)

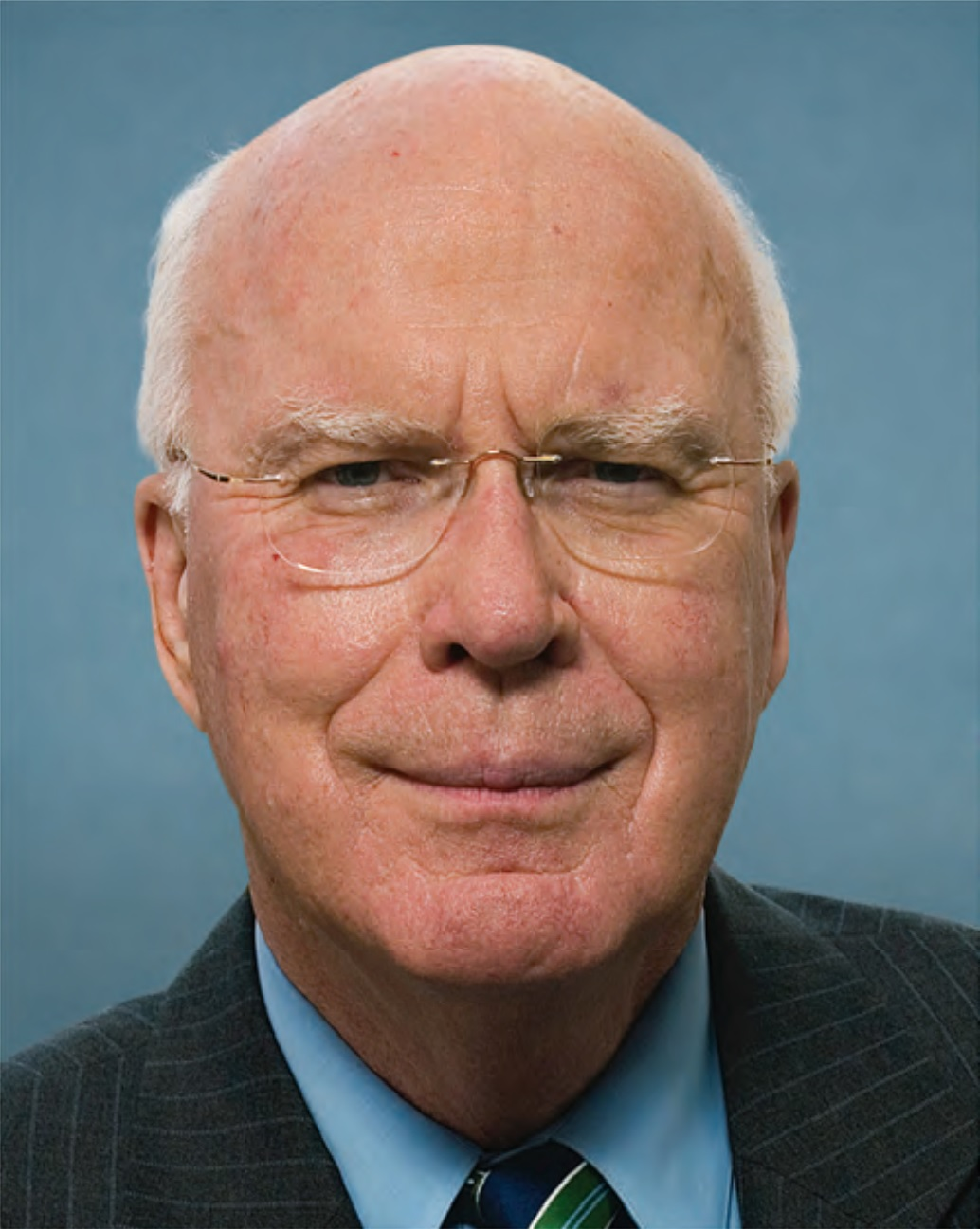
Patrick Leahy (2013)

Patrick Joseph Leahy [leɪhiː] (* 31. März 1940 in Montpelier, Vermont) ist ein US-amerikanischer Politiker der Demokratischen Partei. Er vertrat von 1975 bis 2023 den Bundesstaat Vermont im US-Senat und war zuletzt der dienstälteste Senator. Dort war er 2007 bis 2015 Vorsitzender des Justizausschusses und von Dezember 2012 bis Januar 2015 sowie von Januar 2021 bis Januar 2023 Senatspräsident pro tempore. 2022 stellte er sich nicht mehr zur Wiederwahl und schied mit dem Beginn der neuen Amtsperiode am 3. Januar 2023 aus.

## Karriere
Leahys Vorfahren stammen aus Italien und Irland und wanderten im 19. Jahrhundert als Bergarbeiter nach Vermont ein. Seine Eltern betrieben eine Druckerei und ermutigten den Sohn, der auf einem Auge fast blind geboren wurde, zum Lesen. Nach seiner Ausbildung im katholischen St. Michael’s College in Colchester – er war mit seiner Schwester der erste in der Familie mit College-Abschluss – und seinem Studium am Law Center der Georgetown University war Leahy zunächst als Anwalt tätig. Im Jahr 1966 wurde er zum Bezirksstaatsanwalt des Chittenden County gewählt und danach dreimal im Amt bestätigt. Er heiratete die von Frankokanadiern abstammende Marcelle Pomerleau 1962; sie haben drei Kinder.
Leahy kandidierte 1974 erfolgreich gegen den Republikaner Richard W. Mallary für den US-Senat und war damals mit 34 Jahren der jüngste Senator, den Vermont je nach Washington, D.C. entsandte, sowie der erste demokratische Senator aus Vermont seit dem Bürgerkrieg. Seither wurde Leahy – zuletzt 2016 – sieben Mal wiedergewählt, unter anderem gegen Richard A. Snelling 1986 und Jim Douglas 1992. Seine letzte Wahlperiode lief bis zum 3. Januar 2023. Bei der Wahl im Jahr 2022 verzichtete Leahy auf eine erneute Kandidatur.
Seine ungewöhnlichste Wiederwahl war 1998 gegen den Farmer Fred Tuttle. Dieser hatte gar nicht vor, den Demokraten zu besiegen, sondern rief selbst zu dessen Wahl auf. Tuttle war es lediglich darum gegangen, die Kandidatur des Multimillionärs Jack McMullen zu verhindern, der den Großteil seines Lebens in Massachusetts ohne Bezug zu Vermont verbracht hatte; Tuttle hatte in der Vorwahl der Republikaner McMullen mit zehn Prozentpunkten Vorsprung besiegt. Obwohl er im Hauptwahlkampf erklärte, er wolle gar nicht nach Washington ziehen, erzielte Tuttle einen Stimmenanteil von 23 Prozent; Leahy kam auf 72 Prozent. Sechs Jahre später war McMullen dann doch der republikanische Kandidat, hatte mit 25 Prozent der Stimmen aber keine Chance gegen den Amtsinhaber.
Im Senat war Leahy von 1987 bis 1995 Vorsitzender des Ausschusses für Landwirtschaft, Ernährung und Forsten sowie von 2001 bis 2003 und von 2007 bis zum Verlust der demokratischen Mehrheit 2015 Vorsitzender des Justizausschusses.
Nach dem Tod von Daniel Inouye am 17. Dezember 2012 war Leahy der dienstälteste demokratische Senator, womit ihm die Funktion des Senatspräsidenten pro tempore übertragen wurde. Am 6. Januar 2015, nach der für die Republikaner erfolgreichen Wahl im November 2014, gab er das Amt an Orrin Hatch ab, der zu diesem Zeitpunkt dienstältester Senator der Republikaner war. Ab dem am 20. Januar 2021 übernahm er dieses Amt wieder.
Leahy unterstützte Bernie Sanders bei den Vorwahlen der Demokraten zur Präsidentschaftswahl 2020.
Leahy galt als eines der am weitesten links stehenden Mitglieder des Senats.
Im November 2021 kündigte Leahy an, sich nicht zur Wiederwahl bei den Kongresswahlen 2022 aufstellen zu wollen.

## In der Popkultur
Der Comicfan Leahy ist in mehreren Batman-Filmproduktionen aufgetreten. So war er in Cameo-Auftritten in Batman Forever, Batman & Robin und Batman v Superman: Dawn of Justice und mit Sprechrollen in The Dark Knight und in der Zeichentrickserie Batman zu sehen. Auch in The Dark Knight Rises spielte er eine kleine Rolle. Den Beschluss des US-Senats, den Export von Landminen zu verbieten, bereitete Leahy durch einen Batman-Comic zu dem Thema vor, den er in Auftrag gegeben hatte und allen Senatoren hatte zukommen lassen. Ferner schrieb er das Vorwort zu dem Buch Batman: The Dark Knight Archives #1, einem Nachdruck der ersten vier Comichefte der US-Serie Batman.